# Marten Douwes Teenstra

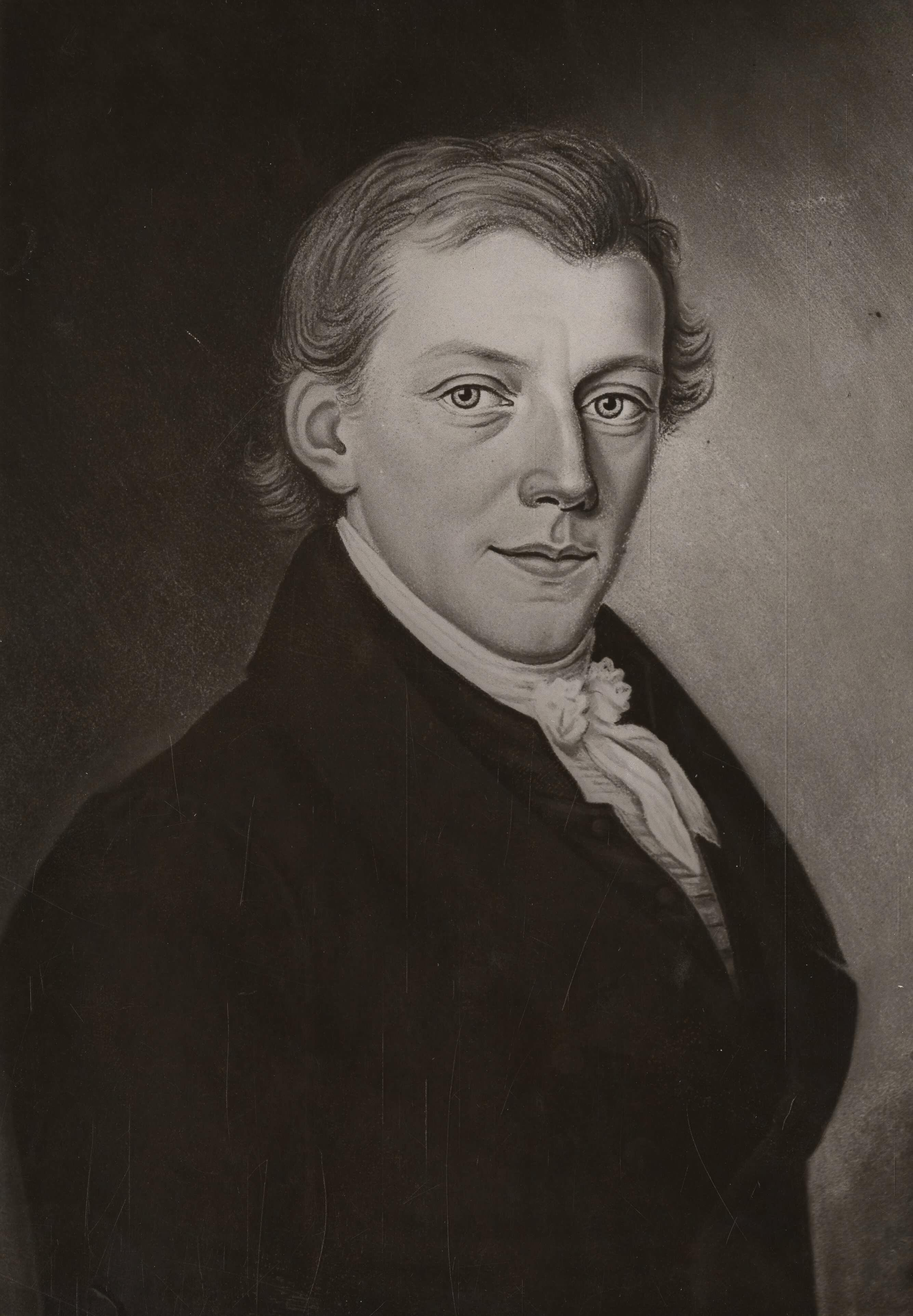
Marten Douwes Teenstra

Marten Douwes Teenstra (ur. 1795, zm. 1864) – holenderski pisarz i podróżnik.
Pochodził z prowincji Groningen. Miał zostać pastorem, próbował też pracy na roli, ostatecznie wyruszył w poszukiwaniu pracy do Indii Wschodnich. Od marca do lipca 1825 przebywał (z powodu kłopotów zdrowotnych) na terenie dzisiejszej RPA. W opublikowanej w 1830 pracy Plon mojej pracy podczas podróży przez Przylądek Dobrej Nadziei na Jawę i z powrotem przez Św. Helenę do Niderlandów wykazywał różnice między językiem niderlandzkim używanym w Holandii a tym z Afryki Południowej.
Pozostawił również między innymi relację z podróży do Surinamu, wybór holenderskich opowieści ludowych i poradnik dla planujących wyjazd do Ameryki.